# Dasypogon brevipennis
Dasypogon brevipennis là một loài ruồi trong họ Asilidae. Dasypogon brevipennis được Meigen miêu tả năm 1838. Loài này phân bố ở vùng Cổ Bắc giới.